# Aspalathus salteri
Aspalathus salteri är en ärtväxtart som beskrevs av Harriet Margaret Louisa Bolus. Aspalathus salteri ingår i släktet Aspalathus och familjen ärtväxter. Inga underarter finns listade i Catalogue of Life.